# Canon 7
Le Canon 7 est un appareil photo télémétrique à obturateur plan focal équipé d'un posemètre au sélénium intégré lancé par Canon en septembre 1961, le dernier modèle compatible avec la monture M39 de Leica. Les versions ultérieures, appelées Canon 7s et Canon 7s Type II (ou Canon 7sZ), avaient un posemètre au sulfure de cadmium.

## Histoire
Le Canon 7 est arrivé alors que les premiers appareils reflex de Canon étaient déjà sur le marché, mais Canon pensait qu'il existait un besoin pour un appareil télémétrique à mise en oeuvre rapide pour le reportage. Dans cette niche, le Canon 7 rentrait en compétition directe avec le Leica M3.
Certains Canon 7s furent vendus aux USA sous la marque Bell & Howell, dans un partenariat qui dura jusqu'en 1975.